# Valley Falls (New York)
Valley Falls è un villaggio degli Stati Uniti d'America, situato nello stato di New York, nella contea di Rensselaer.